# Kaltgestellt
Pour plus de détails, voir Fiche technique et Distribution.
Kaltgestellt (littéralement « glacé ») est un film d'espionnage allemand réalisé par Bernhard Sinkel, sorti en 1980.

## Synopsis
La lutte des services secrets allemands contre la Fraction armée rouge dans les années 1970.

## Fiche technique
- Titre : Kaltgestellt
- Réalisation : Bernhard Sinkel
- Scénario : Alf Brustellin et Bernhard Sinkel
- Musique : Charlie Mariano, Mike Thatcher et Jasper van 't Hof
- Photographie : Dietrich Lohmann
- Montage : Annette Dorn
- Production : Joachim von Vietinghoff
- Société de production : ABS Filmproduktion et Von Vietinghoff Filmproduktion
- Pays :  Allemagne de l'Ouest
- Genre : Thriller et espionnage
- Durée : 88 minutes
- Dates de sortie : 
  -  France : 10 mai 1980 (festival de Cannes)
  -  Allemagne de l'Ouest : 20 février 1981

## Distribution
- Helmut Griem : Lehrer Brasch
- Martin Benrath : le V-Mann Körner
- Ángela Molina : Franziska Schwarz
- Friedhelm Ptok : M. Sokolowski
- Hans-Günter Martens : M. Schröder
- Meret Becker : Annaa
- Helga Koehler : Juliane Brasch
- Frank Schendler : Kapuste
- Thomas Kufahl : Schindler
- Peter Lustig : Schulleiter

## Distinctions
Le film a été présenté en sélection officielle en compétition au Festival de Cannes 1980.